# Carrer Vell de Graugés
El Carrer Vell de Graugés és un edifici de pisos rectangular que constitueix el primer de la colònia agrícola de Graugés. El seu número d'inventari del mapa de patrimoni de la Generalitat de Catalunya és el 2946 (1983) i el seu número d'element a les fitxes del mapa de patrimoni cultural de la Diputació de Barcelona és el 08011/63. Just al seu darrere hi ha el jaciment arqueològic del Carrer Vell de Graugés, que té el número d'element 08011/178 a les fitxes de patrimoni del mapa de patrimoni cultural de la Diputació de Barcelona.
El carrer Vell és considerat patrimoni immoble i té un ús residencial i una titularitat privada. Fou construït per Aguatín Rosal i Sala el 1887 i té un estil contemporani.

## Ubicació
El carrer vell de Graugés està situat en el nucli de població homònim, al peu de la carretera que uneix Graugés amb Cal Rosal, al municipi d'Avià.

## Classificació
El carrer vell de Graugés està inventariat en les fitxes de patrimoni de la Diputació de Barcelona amb el número de fitxa 08011/63 i amb el número d'inventari de la Generalitat 2946 (1983). A més a més, té estatus protegit especificat en el POUM d'Avià i en el DOGC de 12/07/2011.

## Descripció i característiques
El Carrer Vell de Graugés és un edifici de pisos rectangular que està cobert amb una teulada a dues vessants. Està fet de pedra i maó barrejat que en origen estava arrebossat, tot i que aquest s'ha perdut. Els habitatges estan al primer i segon pis. A les golfes hi havia un assecador que tenia una doble teulada en el que es guardava el gra i la collita. La façana oriental té adossada una estructura de pedra amb tres arcs a la que hi havia els femers.

## Història
La colònia de Graugés es va començar a construir el 1887 i el 1893 ja hi havia construïts els tres blocs de la colònia que constituïen el carrer Vell, el Carrer del Mig i el Carrer Nou respectivament.
El Carrer Vell de Graugés és un bloc de cases on vivien els treballadors de la Colònia agrícola de Graugés. Les deu famílies que hi vivien tenien dret a habitatge gratuït i tenien un hort d'un octau d'hectària. A banda, també tenien dret a una octava part de la collita. Cadascuna de les famílies havien de conrear unes tres hectàries, la collita de la qual es repartien a mitges amb l'amo de la colònia. A més a més, els parcers havien d'engreixar un porc per cada hectàrea que conreaven i d'apilar i de recollir els fems al femer.